# 圣塞沃兰代斯蒂萨克
圣塞沃兰代斯蒂萨克（法語：Saint-Séverin-d'Estissac）是法国多尔多涅省的一个市镇，属于佩里格区（Périgueux）瓦莱德利勒县（Vallée de l'Isle）。该市镇总面积5.31平方公里，2009年时的人口为80人。

## 人口
圣塞沃兰代斯蒂萨克人口变化图示